# 班傑明·布雷金里奇·沃菲爾德
班傑明·布雷金里奇·沃菲爾德（英語：Benjamin Breckinridge Warfield，1851年11月5日—1921年2月16日）是美國改革宗神學家，於1887年至1921年間任教於普林斯頓神學院。他被認為是普林斯頓神學院最後一位偉大的神學家，直到該學院在1929年重組並分裂出西敏神學院和正統長老會。

## 生平
沃菲爾德出生於肯塔基州列剋星敦附近，其父母威廉·沃菲爾德（William Warfield）和瑪麗·卡貝爾·布雷金里奇（Mary Cabell Breckinridge）是弗吉尼亞州富裕家庭出身。他的曾祖父是前美國參議員和司法部長約翰·布雷金里奇，叔叔是美國第十四任副總統約翰·C·布雷金里奇，也是美國內戰中的南軍將軍。他的兄弟埃塞爾伯特·達德利·沃菲爾德（Ethelbert Dudley Warfield）是一位長老會牧師和學院校長。

## 神學觀點
沃菲爾德於1873年進入普林斯頓神學院，師從查爾斯·霍奇，接受長老會牧師培訓。後來他返回美國，在西方神學院（現匹茲堡神學院）任教。
1881年，沃菲爾德與A. A. 霍奇（Archibald Alexander Hodge）合著了一篇關於聖經靈感的文章，這個主題在其餘生的研究中佔據了主導地位。A. A. 霍奇於1887年去世後，沃菲爾德成為普林斯頓的神學教授，直到1921年。
沃菲爾德被稱為“普林斯頓的獅子”，他被認為是該神學院重組和長老會分裂之前的最後一位偉大的普林斯頓神學家。他被認為是改革宗神學強烈捍衛者，以威斯敏斯特信條及加爾文主義為他的神學基礎。

## 名言
對信仰的看法：{{quote|救恩是因信稱義，而不是因信而得救。救恩的力量在於基督，而不是在於信仰。聖經清楚地表明，基督是唯一的救主，祂的救贖是白白賜予的，我們無需做任何事才能得救。——《聖經教義》卷2

對救恩的看法：
我們只有一位救主，那就是耶穌基督。我們得救不是靠自己的行為或成就，而是靠耶穌基督的救贖。耶穌基督在十字架上為我們的罪死了，並且從死裡復活了。祂是我們的代求者，祂為我們向父神獻上了完全的贖罪。——《神的大能致救恩》

對聖經的看法：
基督是唯一的救主，人們無論通過何種方式認識祂，都可以得救。然而，上帝通過聖經向我們啟示了祂的旨意，並且賦予聖經不可動搖的可靠性。因此，我們可以確信聖經是上帝的話語，是我們信仰的基礎。——《在福音的光中生活》

## 著作
他一生中著作頗豐，包括《新約文本批評導論》、《西敏神學與聖經：霍奇和沃菲爾德的論文》等，以及收錄在B. B. 沃菲爾德文集中的文章。